# Philolaos de Crotone
Pour les articles homonymes, voir Philolaos.
Philolaos (en grec ancien : Φιλόλαος / Philólaos, latinisé en Philolaus (né vers 470 et mort vers 390 av. J.-C.) est un philosophe, astronome et mathématicien grec du Ve siècle av. J.-C., et l'une des figures de la tradition pythagoricienne, avec Pythagore lui-même, et Archytas de Tarente. Sa conception de la structure du cosmos et ses considérations sur le rôle du nombre dans l'intelligibilité du monde constituent un apport original non moins que déterminant pour la philosophie de Platon et d'Aristote.

## Biographie
D'après Diogène Laërce, Philolaos serait originaire de Crotone ou bien de Tarente, dans ce qui était alors la Grande-Grèce et aujourd'hui l'Italie du sud. Il est très difficile, pour ne pas dire impossible, de préciser quand il a vécu. Était-il un contemporain de Pythagore et d'Empédocle, ou de Socrate ? Les incertitudes dans la chronologie de Pythagore comme de Philolaos, et les incohérences dans les traditions qui nous ont été transmises rendent toute datation purement conjecturale. Dans le catalogue de Jamblique, il figure parmi les élèves de Pythagore, qui meurt vers 497 / 475 av. J.-C., au moment où de fortes dissensions parcourent l'Italie du sud et durant la révolte contre les pythagoriciens. Il aurait été l'un des survivants de l'incendie de l'École de Crotone avec Lysis de Tarente et Archippe de Tarente (440 av. J.-C.) Philolaos, contraint de fuir, se réfugie d'abord à Thèbes-de-Lucanie (en Lucanie). Vers 400, il écrit son livre : pour la première fois, le pythagorisme n'est plus oral.
En 399, Lysis de Tarente, réfugié à Thèbes, y meurt ; Philolaos va honorer sa tombe, et c'est durant ce voyage qu'il s'entretient avec Cébès de Thèbes en Béotie, qui conte sa rencontre à Platon. Platon s'empresse d'aller suivre son enseignement et celui d'Eurytos en Italie, vers 389 / 388 ; Eurytos eut pour disciples Echécrate, Cébès et Simmias de Thèbes, les héros du Phédon de Platon.
Une anecdote rapportée par Diogène Laërce veut que, démuni, Philolaos se soit résolu à vendre son livre à Platon au cours d'un des voyages de ce dernier en Sicile, ou que Platon ait fait acheter ce livre par Dion de Syracuse ; mais cette anecdote est peu vraisemblable et l’historien Paul Tannery la qualifie d’absurde. Philolaos eut pour élèves entre autres Démocrite, Archytas de Tarente, Xénophile de Chalcis en Thrace, Phanton de Phlionte, Echécrate, Dioclès, Eurytos de Crotone et Polymnastos de Phlionte. Il meurt vers 390 av. J.-C. à Tarente.

## Œuvre
Philolaos a beaucoup écrit et a rassemblé toutes ses pensées dans un seul livre De la nature (en grec Περὶ Φύσεως / Perì phúseōs). Ménon, élève d'Aristote, disposait encore de ce livre à la fin du IVe siècle av. J.-C. Cette œuvre de Philolaos, dont il ne reste qu'une vingtaine de fragments et quelques témoignages de seconde main, a connu un très grand succès dans l'Antiquité. Cependant l'authenticité de ces fragments a pu naguère être contestée : Carl Schaarschmidt, le premier, en 1864, mit en doute leur authenticité. Une hypothèse d’Erich Frank et d’Ernst Howald voudrait que la théorie des nombres chez les pythagoriciens soit la création de Speusippe, qui aurait lui-même forgé le livre attribué à Philolaos. Certains historiens n'excluent pas l'hypothèse, qui ne repose sur rien, et que rien n'est venu corroborer, que les textes de Philolaos pourraient être des faux, forgés en milieu néoplatonicien par des lecteurs du Philèbe de Platon, où on lit : « Les Anciens, qui valaient mieux que nous et qui étaient plus proches des dieux, nous transmirent cette tradition que tout ce qu'on peut dire exister est fait d'un et de multiple [thème propre aux présocratiques] et comporte dans sa nature de la limite et de l'illimité [thème propre à Philolaos] » (16 c). Ces vains débats sont aujourd'hui abandonnés : Platon lui-même nous invite à rechercher les origines lointaines de ces thèmes, et l'on s'accorde maintenant à reconnaître comme authentique un groupe important de fragments (1 à 7 ; 13 et 17).
Aristote a puisé dans les fragments de Philolaos l'essentiel des renseignements qu'il nous fournit sur le pythagorisme, mais en imprimant à sa matière des modifications importantes. Cependant on ne perdra pas de vue que Philolaos n'était peut-être pythagoricien que parce qu'il avait adopté un certain régime de vie. Ses vues sur le monde naturel ont pu subir l'influence d'Anaxagore ou d'Hippocrate de Chio qui n'étaient pas pythagoriciens. Il est également admis que ce livre de Philolaos a exercé une influence sur le Philèbe (16 c-d) de Platon, mais Platon use des fragments de Philolaos d'une manière purement platonicienne. Aristote cite une seule fois Philolaos en rapportant ces mots, à propos de l'interdiction du suicide par Philolaos : « Comme l'a dit Philolaos, certaines raisons sont plus fortes que nous ».
Les premiers mots du livre nous sont rapportés par Démétrios de Phalère dans ses Homonymes ; ils soulignent les deux aspects fondamentaux de la doctrine de Philolaos, les notions d'illimités et de limitants, ainsi que celle d'harmonie : « Ce sont les illimités et les limitants qui ont harmonieusement constitué au sein du monde la nature, ainsi que la totalité du monde et tout ce qu'il contient » (fragment 1) ; le modèle de cette organisation harmonieuse a pour origine, selon Philolaos, l'échelle musicale : l'illimité (en l'occurrence le continuum sonore) est ici limité par certaines notes déterminées qui, placées à des intervalles particuliers, « répondent aux fractions rationnelles qui président aux consonances fondamentales de la gamme diatonique ». Un auteur tardif, Stobée , cite également cet autre fragment, tiré du chapitre intitulé Les Bacchantes : « Le monde est un, il a commencé à naître à partir du centre et vers le bas. Car, ce qui est situé au-dessus par rapport au centre est inverse de ce qui est situé au-dessous ; car, le centre est comme le plus au-dessus pour ce qui est tout en bas, et il en va de même pour le reste ; car, par rapport au centre les directions sont identiques à ceci près qu'elles sont inversées » ; les citations de l'Antiquité tardive sont plus soumises aux doutes que les autres, Jean de Lydie : « il existe en effet un chef, principe de toutes choses, Dieu, un, éternel, en repos, non mû, semblable à lui-même » et Philon ajoute : « et différent de tous les autres » ; Philolaos a consacré encore plusieurs chapitres à De l'âme et Des rythmes et des mètres.
L'ouvrage de Philolaos est un livre important et novateur : non seulement il est le premier à s'intituler De la nature, mais aussi le premier à traiter des enseignements de Pythagore. Il inspira beaucoup l'école platonicienne. Platon s'en serait inspiré pour écrire son Timée ; hypothèse populaire dans l'Antiquité, Hermippe de Smyrne, cité par Diogène Laërce, la reprend tout comme Timon de Phlionte dans ses Silles repris par Aulu-Gelle. Son œuvre marqua en tout cas l'école platonicienne puisque Speusippe, le successeur de Platon à l’Académie, en offrit un résumé transmis par le Pseudo-Jamblique dans Des nombres pythagoriciens.

## Philosophie
Ce sont des considérations métaphysiques et non scientifiques qui ont poussé Philolaos à émettre ses théories. L'âme est une harmonie des parties du corps. Les nombres sont la clef de la connaissance :
« Tout être connaissable a un nombre : sans celui-ci, on ne saurait rien concevoir ni rien connaître... Le nombre a deux formes propres, l'impair et le pair, plus une troisième produite par le mélange des deux » (fragments 4, 5, trad. Dumont).
L'Un procède à la fois du pair et de l'impair puisque, ajouté à un nombre impair, il donne un nombre pair et vice-versa. Il est devenu le principe par excellence, l'Achevé. Le nombre pair, l'Inachevé, formait le monde organisé et comportant du superflu. Cette dissymétrie se justifie théoriquement par le concept de Philolaos sur l'harmonie, suivant ainsi les idées de Parménide. « L'harmonie provient toujours des contraires ; elle est en effet l'unité d'un mélange de plusieurs et la pensée unique de pensants séparés ». Philolaos propose deux grands principes sous la forme d'une opposition entre les « choses illimitées » (ἄπειρα / apeira) comme la mer, le feu, l'air ; et les « choses qui limitent » (περαίνοντα / perainonta) comme l'égalité d'une surface, le repos.
« Ce sont les illimités et les limitants qui ont, en s'harmonisant, constitué au sein du monde la nature, ainsi que la totalité du monde et tout ce qu'il contient. Il est nécessaire que tous les êtres soient ou bien limitants ou bien illimités, ou bien à la fois limitants et illimités ». Le caractère présocratique de cette théorie du monde est évident, et exerça une influence sur la philosophie grecque : Platon fait référence à ces notions dans le Philèbe, et s'en souviendra encore dans sa cosmologie plus élaborée du Timée.

## Astronomie et cosmologie
Philolaos évalua le mois lunaire à 29 jours et demi, l'année lunaire à 354 jours et l'année solaire à 365 jours et demi. Selon lui, la lune emprunte sa lumière au soleil.
Selon lui, tous les astres sont sphériques ; Anaxagore les croyait plats.
Philolaos fut le premier penseur à considérer que la Terre n'était pas immobile, au centre de l'Univers : pour la première fois, la Terre est considérée comme une planète, mais son orbite n'est pas héliocentrique. Pour lui, elle tournait autour d'un « Feu central » (illimité), demeure de Zeus et mère des dieux, différent du Soleil et placé au centre sphérique (limitant) de l'Univers. Il appela ce centre « Hestia », d'après la déesse grecque du feu et du foyer Hestia. Ce concept fut l'un des premiers à expliquer avec une certaine logique le mouvement apparent de la sphère des étoiles autour de la Terre. Le Soleil, la Lune et les cinq planètes visibles tournaient également autour de ce Feu central. La Terre tournait également sur elle-même en vingt-quatre heures, d'où l'alternance du jour et de la nuit, de façon que le Feu central, toujours situé du côté des antipodes, soit toujours invisible pour les observateurs. Une autre planète, l'Anti-Terre - dite « Antichtôn » - tournait aussi autour de ce centre, mais comme elle en était plus rapprochée, elle demeurait également invisible au monde méditerranéen. L'Anti-Terre n'avait en fait pour seule raison d'être que de porter le nombre d'astres à dix, un nombre important pour les Pythagoriciens.
Copernic souligne l'importance prise, dans l'évolution de sa réflexion, par le concept de la Terre en mouvement selon Philolaos : Copernic écrit que d'autres pensent que la Terre se meut, et il cite Philolaos « qui dit que la Terre se meut autour du Feu en un cercle oblique, de même que le Soleil et la Lune ». Héraclide du Pont, platonicien, et Ecphantos, pythagoricien, ne donnent pas, il est vrai, à la Terre un mouvement de translation. « Partant de là, j'ai commencé, moi aussi, à penser à la mobilité de la Terre ».

## Mathématiques
Philolaos plongea profondément dans la théorie des nombres de Pythagore, s’intéressant particulièrement aux propriétés inhérentes au nombre dix, la somme des quatre premiers nombres et le quatrième nombre triangulaire, la tetractys, qu’il qualifiait de grande, toute-puissante et qui produit tout. On prenait le grand serment pythagoricien sur la tetractys sacrée. La découverte des polyèdres réguliers est attribuée à Pythagore et on dit qu’Empédocle fut le premier à prétendre qu’il existait quatre éléments. Philolaos, reliant ces idées, soutenait que la nature élémentaire des corps dépendait de leur forme. Il associa le tétraèdre au feu, l’octaèdre à l’air, l’icosaèdre à l’eau et le cube à la terre. Le dodécaèdre régulier fut attribué à un cinquième élément, l'éther, ou selon d’autres, l’univers. Cette théorie, quoique superficielle, démontrait une connaissance considérable de la géométrie et encouragea fortement l’étude des sciences.

## Théorie du vivant et théories médicales
Philolaos considère que le monde du vivant est ordonné hiérarchiquement depuis les plantes, les animaux et les hommes ; les plantes possèdent la capacité de se reproduire, les animaux jouissent en plus de la locomotion et de la sensation, l'être humain ayant seul le privilège de la Raison. Cette structure du monde vivant annonce à certains égards les systèmes platonicien et aristotélicien. La vie humaine est conçue comme un principe de chaleur, analogue au feu central du cosmos, et dont la limitation est assurée par la respiration rafraîchissante. Les maladies s'expliquent selon Philolaos par un dérèglement dans la combinaison des trois humeurs, bile, sang et phlegme, qui jouent un rôle central dans la théorie médicale de cette époque, comme on le voit dans la Collection hippocratique.

### Fragments
- Jean-Paul Dumont (dir.), Les Présocratiques, Paris, Gallimard, coll. « Bibliothèque de la Pléiade », 1988, 1680 p. (ISBN 978-2-07-011139-8)
- (grc) : Hermann Diels, Die Fragmente der Vorsokratiker (1903), 6e éd. par Walter Kranz, 1951.
- (fr) Anthelme-Édouard Chaignet, Pythagore et la philosophie pythagoricienne, contenant des fragments de Philolaüs et d'Archytas (1873), Adamant Media Corporation, 2002, 2 t., t. I p. 212-254.
- (grc + it) Maria Timpanaro-Cardini, Pitagorici. Testimonianze e frammenti, Florence, 1964, t. II.
- (en) C. A. Huffman, Philolaus of Croton Pythagorean and Presocratic : A Commentary on the Fragments and Testimonia With Interpretive Essays, Cambridge, Cambridge University Press, 1993.

### Sources
- Aristote, Du ciel, II, 13, 293.
- Pseudo-Jamblique de Tyr, Theologoumena arithmeticae, édi. Vittorio de Falco, Leipzig, Teubner, 1922, p. 74-81.
- Diogène Laërce, Vies et doctrines des philosophes illustres, VIII, 46, 55, 84, traduction Ch. Zevort, Charpentier 1847, lire en ligne.

### Études
- Pierre Duhem, Le système astronomique de Philolaus dans Le système du monde, t.1, 1913.
- Walter Burkert, Lore and Science in Ancient Pythagoreanism (1962), trad. de l'all., Cambridge (Mass.), Harvard University Press, 1972.
- Anthelme-Édouard Chaignet, Pythagore et la philosophie pythagoricienne, vol. 2, Adamant Media Corporation, 1873 (réimpr. 2002) (lire en ligne).
- Jean-Paul Dumont, Les Écoles présocratiques, Paris, 1988, p. 248-273.
- K. von Fritz, Philolaos, in Pauly-Wissowa, Realencyclopädie der classischen Altertumswissenschaft, 1893-1972.
- Ivan Gobry, Pythagore ou la naissance de la philosophie, Seghers, Paris, 1973.
- Carl Huffman, « Pythagorisme », dans Jacques Brunschwig et G.E.R. Lloyd (en), Le Savoir grec, Paris, Flammarion, 1996 (ISBN 2082103706), p. 994 à 997.
- (en) Carl Huffman, Philolaus of Croton — Pythagorean and Presocratic —A Commentary on the Fragments and Testimonia with Interpretive Essays, Cambridge University Press, 1993, lire en ligne.
- (en) Carl Huffman, « Philolaus », dans Edward N. Zalta (ed.), The Stanford Encyclopedia of Philosophy, 2012 (lire en ligne)
- Jean-François Mattéi, Pythagore et les Pythagoriciens, PUF, coll. "Que sais-je ?", no 2732, 1993.
- Jean-Luc Legault, L'Astronomie pour comprendre l'univers, CEC, 2008.
- Paul Couderc, Histoire de l'astronomie, vol. 165, Paris, Presses universitaires de France, coll. « Que sais-je ? », 1966 (réimpr. 6e éd. 1974) (1re éd. 1945), 128 p.